# Житані
Жита́ні — село в Україні, у Зимнівській сільській громаді Володимирського району Волинської області. Населення становить 257 осіб.

## Географія
Селом протікає річка Свинорийка.

## Історія
У 1906 році село Микулицької волості Володимир-Волинського повіту Волинської губернії. Відстань від повітового міста 12 верст, від волості 10. Дворів 51, мешканців 394.
До 14 серпня 2017 року село входило до складу Хмелівківської сільської ради Володимир-Волинського району Волинської області.
12 червня 2020 року, відповідно до розпорядження Кабінету Міністрів України № 708-р «Про визначення адміністративних центрів та затвердження територій територіальних громад Волинської області», увійшло до складу Зимнівської сільської територіальної громади.
19 липня 2020 року, в результаті адміністративно-територіальної реформи та ліквідації  Володимир-Волинського району(1940—2020), село увійшло до новоутвореного Володимир-Волинського району (від 18 липня 2022 Володимирського).

## Населення
Згідно з переписом УРСР 1989 року чисельність наявного населення села становила 267 осіб, з яких 124 чоловіки та 143 жінки.
За переписом населення України 2001 року в селі мешкало 257 осіб. 100 % населення вказало своєю рідною мовою українську мову.